# Isola di Pritchet
L'isola di Pritchet o Pritchett (in russo Остров Притчетта, ostrov Pritčetta) è un'isola russa che fa parte dell'arcipelago della Terra di Francesco Giuseppe, nell'Oceano Artico. Amministrativamente fa parte dell'oblast' di Arcangelo.
L'etimologia del nome dell'isola non è del tutto chiara, per quel che riguarda i nomi delle isole della Terra di Francesco Giuseppe, la trascrizione dall'alfabeto latino al cirillico russo e poi di nuovo ai caratteri latini ha spesso alterato l'ortografia originaria.

## Geografia
L'isola di Pritchet si trova nella parte centro-meridionale dell'arcipelago, è la più occidentale di un gruppo di 4 isole ravvicinate fra di loro; le altre sono: l'isola di Bromwich a nord-est, al di là del canale di Newcomb largo solo 800 m; l'isola di Brice a est, al di là del canale di Sadko; l'isola di Bliss, 700 metri a sud-est. Ad ovest il canale di Hamilton, largo meno di 2 km, separa l'isola di Pritchet dall'isola di Nansen. A sud, tra Pritchet e Bliss si trova la piccola isola Zub.
Il punto più alto dell'isola raggiunge i 401 metri. La sua punta occidentale si chiama capo Bazarnyj (мыс Базарный), quella settentrionale capo Massivnyj (мыс Массивный)